# Vepřová
Vepřová (německy Wepschikau) je obec v okrese Žďár nad Sázavou v Kraji Vysočina. Žije zde 441 obyvatel.

## Historie

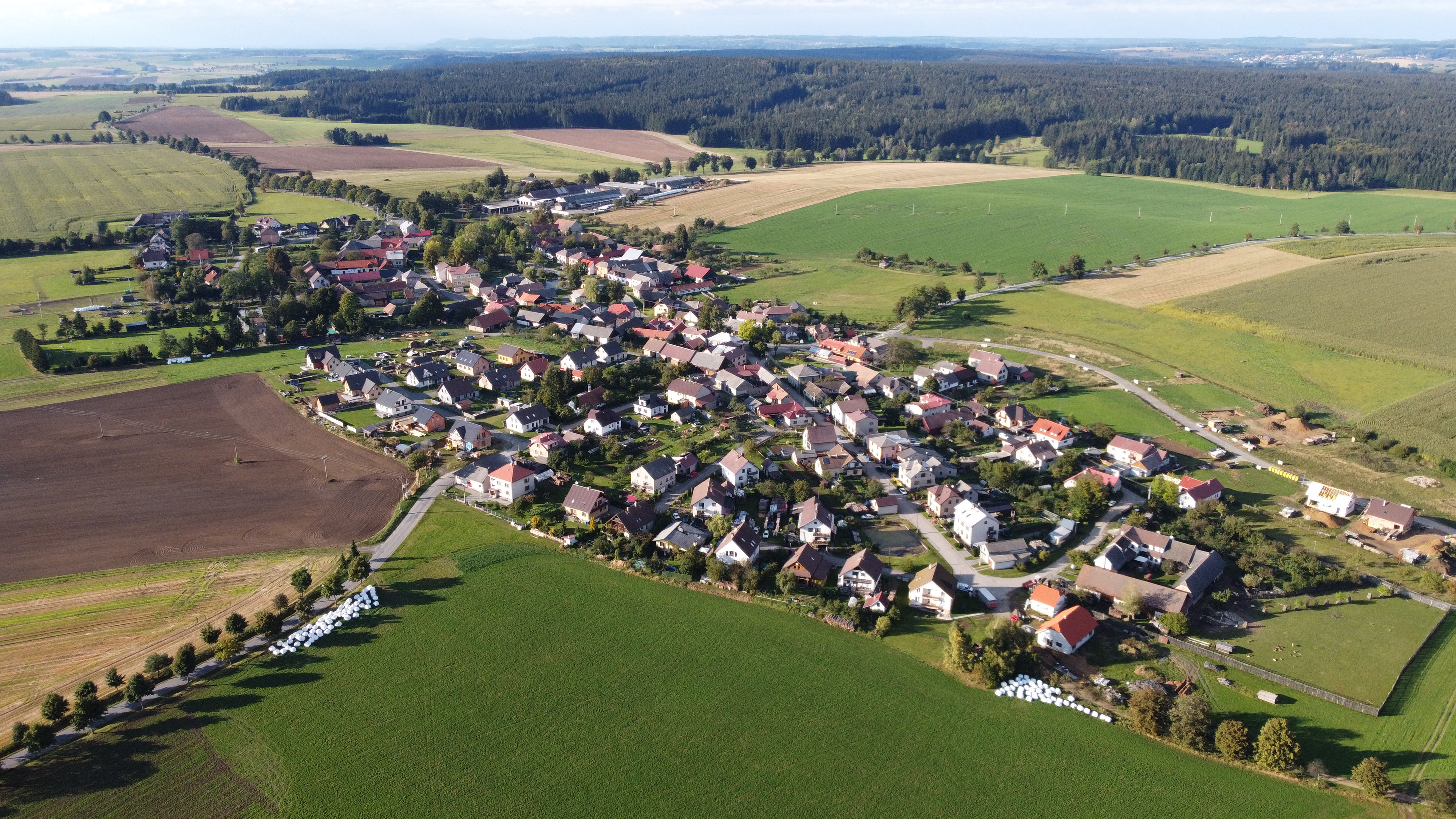
Vepřová

První písemná zmínka o obci pochází z roku 1502.

## Obyvatelstvo
| Rok            | 1869 | 1880 | 1890 | 1900 | 1910 | 1921 | 1930 | 1950 | 1961 | 1970 | 1980 | 1991 | 2001 | 2011 | 2021 |
| -------------- | ---- | ---- | ---- | ---- | ---- | ---- | ---- | ---- | ---- | ---- | ---- | ---- | ---- | ---- | ---- |
| Počet obyvatel | 460  | 474  | 492  | 494  | 510  | 498  | 414  | 347  | 360  | 366  | 390  | 367  | 387  | 406  | 420  |
| Počet domů     | 63   | 64   | 63   | 66   | 69   | 70   | 73   | 82   | 76   | 78   | 78   | 94   | 101  | 108  | 122  |

## Obecní správa a politika
V letech 2006–2010 působila jako starostka Marie Holcmanová, od roku 2010 do roku 2018 tuto funkci zastával Roman Stránský, od roku 2018 je starostou obce Miroslav Nejedlý.

### Obecní symboly
Znak a vlajka byly obci uděleny rozhodnutím předsedy Poslanecké sněmovny Parlamentu České republiky dne 13. května 2003.

## Školství
- Základní škola a mateřská škola Vepřová

## Pamětihodnosti
- Kaplička na návsi

## Významní rodáci
- Karel Starý (1831–1898), český středoškolský profesor, spisovatel, publicista a překladatel